# Patrick Labaune

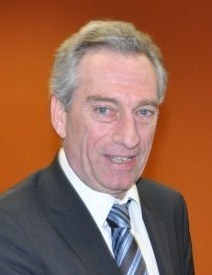
Labaune 2010

Patrick Labaune (* 13. Juni 1951 in Paris) ist ein französischer Politiker. Er war von 1993 bis 1997 und ist seit 2002 Abgeordneter der Nationalversammlung.

## Leben
Labaune absolvierte an der Institut d’études politiques in Grenoble ein Wirtschaftswissenschaftenstudium und war danach als Lehrer tätig. Bei den Parlamentswahlen 1993 kandidierte er für das RPR im ersten Wahlkreis des Départements Drôme und wurde im zweiten Wahlgang mit 58,4 % gewählt. 1995 gelang ihm zudem die Wahl zum Bürgermeister der Stadt Valence. Bei den Parlamentswahlen 1997 trat er zur Wiederwahl an, scheiterte in der zweiten Runde aber mit 49,96 % der Stimmen an der Grünen Michèle Rivasi. 2002 kehrte er in die Nationalversammlung zurück und wurde 2007 und 2012 wiedergewählt. Bei den Regionalwahlen 2010 gelang ihm daneben der Einzug in den Regionalrat der Region Provence-Alpes-Côte d’Azur.